# Guarasuawe
El pauserna o guarasuwe (també escrit guarasu'we) era una llengua tupi-guaraní parlada a Bolívia, en els departaments de Beni i Santa Cruz. Es troba sens dubte extinta.
Des de la promulgació del decret suprem núm. 25894 l'11 de setembre de 2000 el guarasuawe o pauserna és una de les llengües indígenes oficials de Bolívia. Va ser inclòs en la Constitució Política promulgada el 7 de febrer de 2009 (amb el nom de guarasuawe).